# Delilah & Julius
Delilah & Julius ist eine kanadische CGI-Zeichentrickserie, die zwischen 2005 und 2006 produziert wurde.

## Handlung
Delilah und Julius sind nicht einmal 20 Jahre alt und arbeiten schon als viel beschäftige Geheimagenten und schützen die Welt vor bösen Verbrechern und Schurken. Dafür erlernen sie viele unterschiedliche Fähigkeiten an der Schule für junge Spione „Academy“ und haben ein modernes technisches Equipment parat. Julius wuchs außerdem dort auf, weil seine Eltern bei einer Undercover-Mission ermordet wurden. Auch Deliah wuchs ohne Eltern auf, glaubt aber im Gegensatz zu den anderen daran, dass sie noch am Leben sind.

## Produktion und Veröffentlichung
Die Serie wurde zwischen 2005 und 2006, nach einer Idee von Suzanne Chapman und Steven Comeau, in Kanada produziert. Dabei sind 2 Staffeln mit 52 Folgen entstanden. Die Produktion übernahm Decode Entertainment, zusammen mit der Collideascope Digital Productions Inc. Regie führten Joanne Boreham und Ron Doucet.
Die deutsche Erstausstrahlung fand am 19. Juni 2006 auf Nick statt. Weitere Ausstrahlungen erfolgten ebenfalls auf NICK PREMIUM.
Am 25. Dezember 2007 wurde ein Film zur Serie veröffentlicht.

## Synchronisation
Die deutsche Synchronfassung zur Serie entstand bei der EuroSync GmbH in Berlin, nach einem Dialogbuch von Sven Plate.
| Rolle              | Originalsprecher  | Deutscher Sprecher |
| ------------------ | ----------------- | ------------------ |
| Delilah Devonshire | Marieve Herington | Bianca Krahl       |
| Julius Chevalier   | Fab Filippo       | Dennis Schmidt-Foß |
| Big Al             | Andy Bianchi      | Ingo Albrecht      |
| Dr. Dismay         | Rob Tinkler       | Viktor Neumann     |
| Nosey              | Rob Tinkler       | Julien Haggège     |
| Emmet              | Andy Bianchi      | Rainer Fritzsche   |
| Scarlett Vance     | Jackie Rosenbaum  | Victoria Sturm     |
| Ursula             | Jackie Rosenbaum  | Uschi Hugo         |

## Episodenliste

### Staffel 1
| Folge (gesamt) | Folge (Staffel) | deutscher Titel                    | deutsche Erstausstrahlung | englischer Titel          |
| 1              | 01              | Im Untergrund                      | 19.06.2006                | The Underground           |
| 2              | 02              | Killer-Keime                       | 20.06.2006                | Fun for All               |
| 3              | 03              | Es gibt Ice, Baby                  | 21.06.2006                | Ice, Ice, Baby            |
| 4              | 04              | Die Delilah-Identität              | 22.06.2006                | Delilah Identity          |
| 5              | 05              | Der geheimnisvolle Kristallschädel | 23.06.2006                | Mayans Ruined             |
| 6              | 06              | Der Hacker-Angriff                 | 26.06.2006                | All You Need Is Love      |
| 7              | 07              | Projekt Grüner Daumen              | 27.06.2006                | Project Greenthumb        |
| 8              | 08              | Der Quotenkrieg                    | 28.06.2006                | The Ratings War           |
| 9              | 09              | Im Auge des Sturms                 | 29.06.2006                | Eye of the Storm          |
| 10             | 10              | Bombenalarm                        | 30.06.2006                | Saving Scarlett           |
| 11             | 11              | Unter Kontrolle                    | 03.07.2006                | Simple Minds              |
| 12             | 12              | Insel der Gladiatoren              | 04.07.2006                | Hunk Island               |
| 13             | 13              | Die Fledermäuse von Borneo         | 05.07.2006                | Batman of Borneo          |
| 14             | 14              | Skiurlaub mit Folgen               | 06.07.2006                | To Spy or Not to Spy      |
| 15             | 15              | Bombige Weihnachten                | 25.10.2006                | Last Day of Christmas     |
| 16             | 16              | Eine äußerst wichtige Verabredung  | 07.07.2006                | A Very Important Date     |
| 17             | 17              | Die DNA-Waffe                      | 10.07.2006                | The Ringmaster            |
| 18             | 18              | Ein Träumer stirbt nie             | 11.07.2006                | Dreamer Never Dies        |
| 19             | 19              | Die neue Eiszeit                   | 12.07.2006                | A New Ice Age             |
| 20             | 20              | Paris – Dakar                      | 13.07.2006                | Paris to Dakar            |
| 21             | 21              | Spiel, Satz und Sieg               | 14.07.2006                | Game, Set, Match          |
| 22             | 22              | Der Jäger                          | 17.07.2006                | The Hunter                |
| 23             | 23              | Die Voodoo-Maske                   | 18.07.2006                | Terror by Tarot           |
| 24             | 24              | Alles, was glänzt, ist Gold        | 18.09.2006                | All That Glitters Is Gold |
| 25             | 25              | Eiskalte Entscheidung              | 03.09.2006                | See How They Run          |
| 26             | 26              | Die große Abrechnung               | 20.09.2006                | Heir Apparent             |

### Staffel 2
| Folge (gesamt) | Folge (Staffel) | deutscher Titel                     | deutsche Erstausstrahlung | englischer Titel         |
| 27             | 01              | Das Panik – Gas                     | 04.08.2008                | The Fear Inside          |
| 28             | 02              | Madame Bragbottoms teuflischer Plan | 06.08.2008                | Land of the Setting Sun  |
| 28             | 02              | Wer ist der Maulwurf                | 05.08.2008                | Land of the Setting Sun  |
| 30             | 04              | Die geheimnisvolle Null-Liste       | 07.08.2008                | Al Riled Up              |
| 31             | 05              | Hollywood ruft                      | 11.08.2008                | The Hollywood Plot       |
| 32             | 06              | Wer ist Tibor?                      | 12.08.2008                | Blinded by Love          |
| 33             | 07              | Das Müll-Komplott                   | 13.08.2008                | A Dirty Job              |
| 34             | 08              | Dollface und Roy                    | 14.08.2008                | Love Bytes               |
| 35             | 09              | Trubel in Tibet                     | 15.08.2008                | Pressure Drop            |
| 36             | 10              | Wird es ein Morgen geben? (Teil 1)  | 04.09.2008                | Dawn of a New Day (1)    |
| 37             | 11              | Wird es ein Morgen geben? (Teil 2)  | 05.09.2008                | Dawn of a New Day (2)    |
| 38             | 12              | Wird es ein Morgen geben? (Teil 3)  | 08.09.2008                | Dawn of a New Day (3)    |
| 39             | 13              | Der Comic-Gangster                  | 16.08.2008                | Case Of The Comic Capers |
| 40             | 14              | Die Stickstoff-Falle                | 18.08.2008                | Frozen in Time           |
| 41             | 15              | Der Hüter der Zeit                  | 19.08.2008                | All Along The Clocktower |
| 42             | 16              | Der Wilde Westen                    | 20.08.2008                | The Zero Hour            |
| 43             | 17              | Die Superagenten                    | 21.08.2008                | Family Pass              |
| 44             | 18              | Dr. Thorax dreht durch              | 22.08.2008                | Bugged                   |
| 45             | 19              | Dollface kehrt zurück               | 25.08.2008                | Dawn Of A New Day        |
| 46             | 20              | Die Doppelgänger                    | 26.08.2008                | Just The Two Of Us       |
| 47             | 21              | Duell in der Wüste                  | 27.08.2008                | Breakout                 |
| 48             | 22              | Nosey in Not                        | 28.08.2008                | Every Breath You Take    |
| 49             | 23              | Der Maulwurf                        | 29.08.2008                | The Traitor Within       |
| 50             | 24              | Der junge Surfer                    | 01.09.2008                | The Fugitive Vacationer  |
| 51             | 25              | Abenteuer in Indien                 | 02.09.2008                | Extreme Measures         |
| 52             | 26              | Dr. Dismays übles Spiel             | 03.09.2008                | To Dismay’s Dismay       |